# Michauxia campanuloides
Michauxia campanuloides är en klockväxtart som beskrevs av L'hér. Michauxia campanuloides ingår i släktet Michauxia och familjen klockväxter. Inga underarter finns listade i Catalogue of Life.

## Bildgalleri

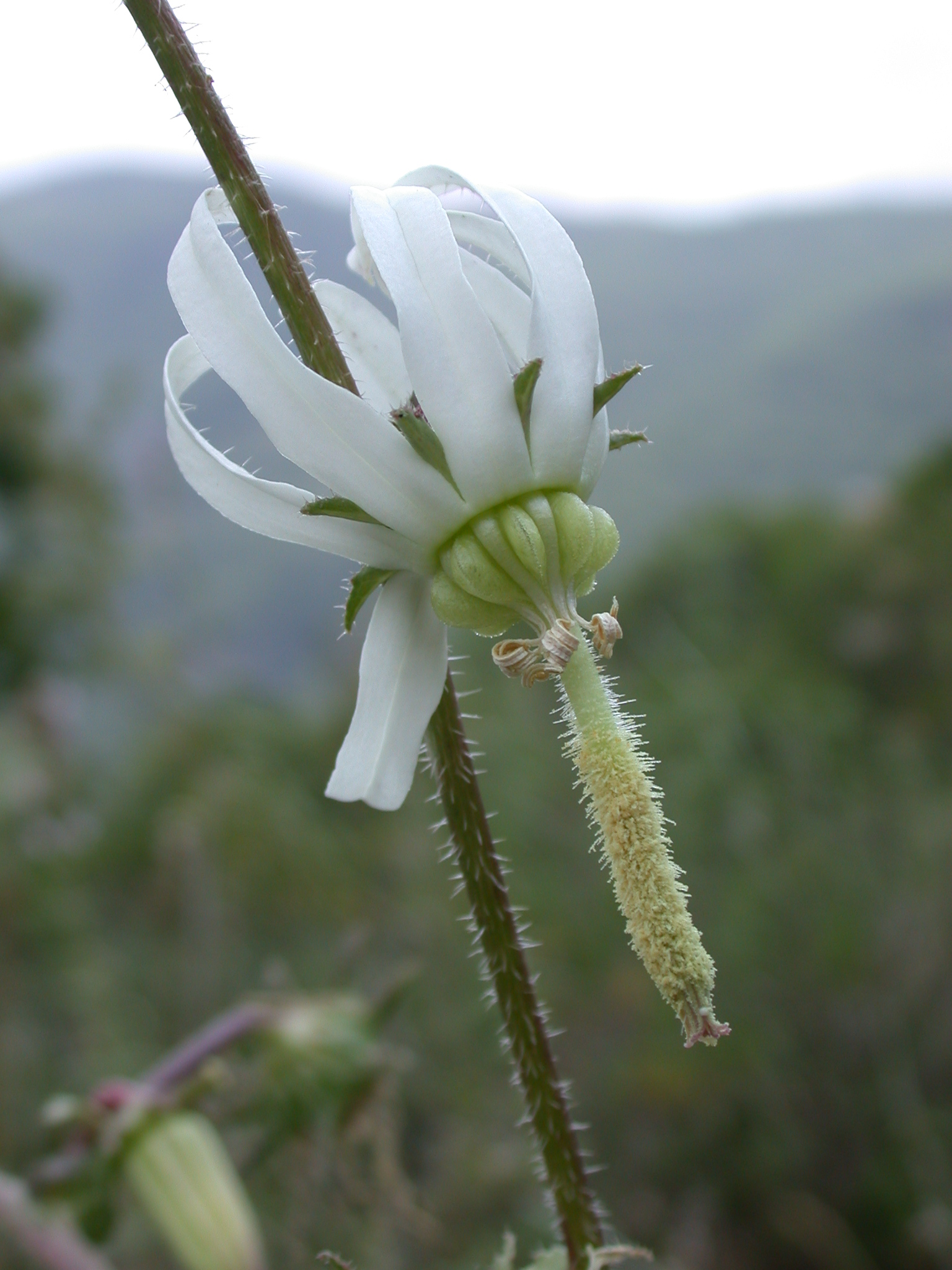
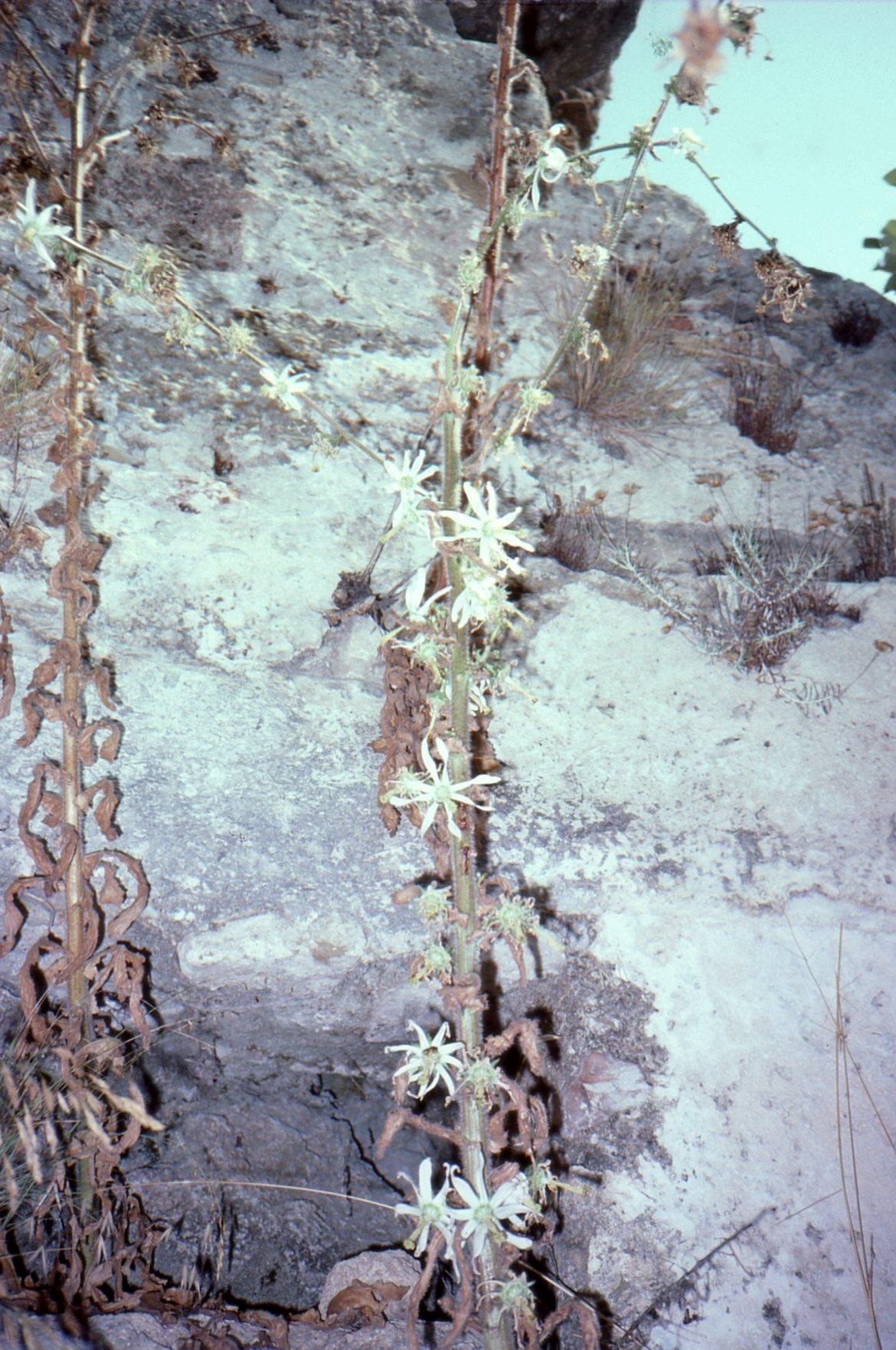